# Division 1 1993-1994
La Division 1 1993-1994 è stata la 56ª edizione della massima serie del campionato francese di calcio, disputato tra il 23 luglio 1993 e il 21 maggio 1994 e concluso con la vittoria del Paris Saint-Germain, al suo secondo titolo.
Capocannoniere del torneo è stato Roger Boli (Lens), Youri Djorkaeff (Monaco) e Nicolas Ouédec (Nantes), con 20 reti.

## Stagione

### Avvenimenti
In apertura del campionato il neopromosso Cannes inanellò una serie di otto risultati utili consecutivi che gli permisero di lottare al vertice contro il Nantes, primo in solitaria alla terza giornata, e addirittura di prendere il comando della classifica per un paio di settimane. Nel frattempo erano emerse altre squadre come il Bordeaux, l'Olympique Marsiglia e il Paris Saint-Germain, che per diverse giornate condivisero con il Cannes la vetta della classifica. Inizialmente ebbero la meglio i girondini, poi emersero i parigini, che alla tredicesima giornata assunsero definitivamente il comando della graduatoria. Tallonato dall'Olympique Marsiglia e dal Bordeaux, il Paris Saint-Germain concluse il girone di andata con quattro punti di vantaggio sulle due concorrenti, confermando anche tale distacco in chiusura dell'anno solare.
Nel frattempo l'Olympique Marsiglia era divenuta l'unica squadra in grado di mettersi sulla scia della capolista, che dopo aver pareggiato lo scontro diretto del 13 gennaio fu grado di mantenere un cospicuo vantaggio per tutta la durata del girone di ritorno, arrivando il 1º aprile a +7. Il 30 dello stesso mese, vincendo a Le Havre, i parigini poterono ratificare il secondo titolo con due gare di anticipo.
Solo otto giorni prima, la FFF aveva disposto la retrocessione in Division 2 dell'Olympique Marsiglia, per l'incriminazione del presidente Bernard Tapie a causa del suo diretto coinvolgimento nel caso Valenciennes-Olympique Marsiglia e dei conseguenti problemi economici che avrebbero causato un forte passivo alle casse societarie.. Malgrado il declassamento, all'OM venne mantenuto il diritto a partecipare alla Coppa UEFA, accompagnando Bordeaux, Nantes e Cannes. Questi ultimi approfittarono, all'ultima giornata, di un posto lasciato libero grazie alla vittoria dell'Auxerre in Coppa di Francia.
Il declassamento d'ufficio dell'Olympique Marsiglia limitò la zona retrocessione alle ultime due posizioni, durante gran parte del campionato occupate dall'Angers e dal Tolosa, entrambe rimaste staccate dal gruppo delle altre concorrenti e uscite fuori dai giochi in anticipo.

## Allenatori
In seguito alla nomina di Raymond Domenech come guida tecnica della nazionale Under-21, il ruolo di allenatore dell'Olympique Lione venne affidato a Jean Tigana, mentre il commissario tecnico uscente Marc Bourrier venne ingaggiato dall'Olympique Marsiglia per sostituire Raymond Goethals. Il Cannes decise di far esordire come allenatore Luis Fernández, appena ritiratosi dal calcio giocato.

### Allenatori e primatisti
| Squadra             | Allenatore                                          | Calciatore più presente                                  | Cannoniere                               |
| ------------------- | --------------------------------------------------- | -------------------------------------------------------- | ---------------------------------------- |
| Angers              | Hervé Gauthier (1ª-18ª) Alain De Martigny (19ª-38ª) | Christophe Lagrange (37)                                 | Christophe Lagrange (12)                 |
| Auxerre             | Guy Roux                                            | Corentin Martins (38)                                    | Christophe Cocard (12)                   |
| Bordeaux            | Rolland Courbis                                     | Didier Sénac (37)                                        | Stéphane Paille Philippe Vercruysse (10) |
| Cannes              | Luis Fernández                                      | Franck Durix (38)                                        | Franck Priou (18)                        |
| Caen                | Daniel Jeandupeux                                   | Christophe Point (36)                                    | Pascal Nouma (7)                         |
| Le Havre            | Guy David                                           | Fabien Piveteau (38)                                     | Joël Tiéhi (11)                          |
| Lens                | Patrice Bergues                                     | Jean-Marc Adjovi-Boco, Guillaume Warmuz (37)             | Roger Boli (20)                          |
| Lilla               | Pierre Mankowski                                    | Jean-Jacques Etamé, Jean-Claude Nadon (37)               | Kennet Andersson (11)                    |
| Martigues           | Christian Sarramagna                                | Christophe Chaintreuil, Éric Durand (38)                 | Didier Tholot (13)                       |
| Metz                | Joël Muller                                         | Jean-Philippe Séchet, Jacques Songo'o (37)               | David Zitelli (12)                       |
| Monaco              | Arsène Wenger                                       | Franck Dumas, Jean-Luc Ettori (36)                       | Youri Djorkaeff (20)                     |
| Montpellier         | Gérard Gili                                         | Fabien Lefèvre (38)                                      | Aljoša Asanović, Christophe Sanchez (8)  |
| Nantes              | Jean-Claude Suaudeau                                | Nicolas Ouédec (38)                                      | Nicolas Ouédec (20)                      |
| Olympique Lione     | Jean Tigana                                         | Franck Gava, Bruno N'Gotty, Pascal Olmeta, Éric Roy (36) | Florian Maurice (7)                      |
| Olympique Marsiglia | Marc Bourrier                                       | Fabien Barthez (37)                                      | Sonny Anderson (15)                      |
| Paris Saint-Germain | Artur Jorge                                         | David Ginola (38)                                        | David Ginola (13)                        |
| Saint-Étienne       | Jacques Santini                                     | Christophe Deguerville (38)                              | Roland Wohlfarth (12)                    |
| Sochaux             | Silvester Takač                                     | Alain Caveglia (38)                                      | Alain Caveglia (14)                      |
| Strasburgo          | Gilbert Gress                                       | Yvon Pouliquen (38)                                      | Michael Hughes (7)                       |
| Tolosa              | Serge Delmas (1ª-22ª) Jean-Luc Ruty (23ª-38ª)       | Alain Casanova (38)                                      | Michel Pavon (7)                         |

## Classifica finale
|  | Pos. | Squadra             | Pt | G  | V  | N  | P  | GF | GS | DR  |
|  | ---- | ------------------- | -- | -- | -- | -- | -- | -- | -- | --- |
|  | 1.   | Paris Saint-Germain | 59 | 38 | 24 | 11 | 3  | 54 | 22 | +32 |
|  | 2.   | Olympique Marsiglia | 51 | 38 | 19 | 13 | 6  | 56 | 33 | +23 |
|  | 3.   | Auxerre             | 46 | 38 | 18 | 10 | 10 | 54 | 29 | +25 |
|  | 4.   | Bordeaux            | 46 | 38 | 19 | 8  | 11 | 54 | 37 | +17 |
|  | 5.   | Nantes              | 45 | 38 | 17 | 11 | 10 | 47 | 32 | +15 |
|  | 6.   | Cannes              | 44 | 38 | 16 | 12 | 10 | 50 | 43 | +7  |
|  | 7.   | Montpellier         | 43 | 38 | 15 | 13 | 10 | 41 | 37 | +4  |
|  | 8.   | Olympique Lione     | 42 | 38 | 17 | 8  | 13 | 38 | 40 | -2  |
|  | 9.   | Monaco              | 41 | 38 | 14 | 13 | 11 | 52 | 36 | +16 |
|  | 10.  | Lens                | 39 | 38 | 13 | 13 | 12 | 49 | 40 | +9  |
|  | 11.  | Saint-Étienne       | 37 | 38 | 12 | 13 | 13 | 38 | 36 | +2  |
|  | 12.  | Metz                | 37 | 38 | 12 | 13 | 13 | 36 | 35 | +1  |
|  | 13.  | Strasburgo          | 34 | 38 | 10 | 14 | 14 | 43 | 47 | -4  |
|  | 14.  | Sochaux             | 33 | 38 | 10 | 13 | 15 | 39 | 48 | -9  |
|  | 15.  | Lilla               | 32 | 38 | 8  | 16 | 14 | 41 | 52 | -11 |
|  | 16.  | Caen                | 31 | 38 | 12 | 7  | 19 | 29 | 54 | -25 |
|  | 17.  | Le Havre            | 29 | 38 | 7  | 15 | 16 | 29 | 48 | -19 |
|  | 18.  | Martigues           | 27 | 38 | 5  | 17 | 16 | 37 | 58 | -21 |
|  | 19.  | Tolosa              | 23 | 38 | 4  | 15 | 19 | 26 | 60 | -34 |
|  | 20.  | Angers              | 21 | 38 | 4  | 13 | 21 | 37 | 63 | -26 |

Legenda:
      Ammessa alla UEFA Champions League 1994-1995.
      Ammesse alla Coppa UEFA 1994-1995.
      Ammesse alla Coppa delle Coppe 1994-1995.
      Retrocessa in Division 2 1994-1995 ma qualificata in Coppa UEFA 1994-1995.
      Retrocesse in Division 2 1994-1995.
Note:
Due punti a vittoria, uno a pareggio, zero a sconfitta.
In caso di arrivo di due o più squadre a pari punti, la graduatoria verrà stilata secondo la classifica avulsa tra le squadre interessate che prevede, in ordine, i seguenti criteri:
- Differenza reti generale.
- Reti realizzate in generale.

Il 22 aprile 1994 la FFF dispone la retrocessione dell'Olympique Marsiglia per motivi disciplinari e finanziari.

### Squadra campione
| Formazione tipo | Giocatori (presenze)  |
| --- | --------------------- |
| Lama Roche Ricardo Sassus Colleter Le Guen Guérin Fournier Valdo Weah Ginola | Bernard Lama (37)     |
| Lama Roche Ricardo Sassus Colleter Le Guen Guérin Fournier Valdo Weah Ginola | Alain Roche (30)      |
| Lama Roche Ricardo Sassus Colleter Le Guen Guérin Fournier Valdo Weah Ginola | Ricardo Gomes (26)    |
| Lama Roche Ricardo Sassus Colleter Le Guen Guérin Fournier Valdo Weah Ginola | Jean-Luc Sassus (29)  |
| Lama Roche Ricardo Sassus Colleter Le Guen Guérin Fournier Valdo Weah Ginola | Patrick Colleter (32) |
| Lama Roche Ricardo Sassus Colleter Le Guen Guérin Fournier Valdo Weah Ginola | Paul Le Guen (37)     |
| Lama Roche Ricardo Sassus Colleter Le Guen Guérin Fournier Valdo Weah Ginola | Vincent Guérin (35)   |
| Lama Roche Ricardo Sassus Colleter Le Guen Guérin Fournier Valdo Weah Ginola | Laurent Fournier (26) |
| Lama Roche Ricardo Sassus Colleter Le Guen Guérin Fournier Valdo Weah Ginola | Valdo Filho (30)      |
| Lama Roche Ricardo Sassus Colleter Le Guen Guérin Fournier Valdo Weah Ginola | George Weah (32)      |
| Lama Roche Ricardo Sassus Colleter Le Guen Guérin Fournier Valdo Weah Ginola | David Ginola (38)     |
| Altri giocatori: Raí (28), Francis Llacer (23), Daniel Bravo (22), Xavier Gravelaine (21), José Cobos (14), Antoine Kombouaré (9), François Calderaro (7), Luc Borrelli (2), Roméo Calenda (1), Jean-Claude Fernandes (1), Pierre Reynaud (1). |                       |

## Statistiche

### Squadre

#### Capoliste solitarie
|    | —— | ——     | —— | ——     | ——     | —— | —— | —— | ——  | ——       | ——  | ——                  | ——                  | ——                  | ——                  | ——                  | ——                  | ——                  | ——                  | ——                  | ——                  | ——                  | ——                  | ——                  | ——                  | ——                  | ——                  | ——                  | ——                  | ——                  | ——                  | ——                  | ——                  | ——                  | ——                  | ——                  | ——                  | —— |  |
|    |    | Nantes |    | Cannes | Cannes |    |    |    |     | Bordeaux |     | Paris Saint-Germain | Paris Saint-Germain | Paris Saint-Germain | Paris Saint-Germain | Paris Saint-Germain | Paris Saint-Germain | Paris Saint-Germain | Paris Saint-Germain | Paris Saint-Germain | Paris Saint-Germain | Paris Saint-Germain | Paris Saint-Germain | Paris Saint-Germain | Paris Saint-Germain | Paris Saint-Germain | Paris Saint-Germain | Paris Saint-Germain | Paris Saint-Germain | Paris Saint-Germain | Paris Saint-Germain | Paris Saint-Germain | Paris Saint-Germain | Paris Saint-Germain | Paris Saint-Germain | Paris Saint-Germain | Paris Saint-Germain |    |  |
|    |    |        |    |        |        |    |    |    |     |          |     |                     |                     |                     |                     |                     |                     |                     |                     |                     |                     |                     |                     |                     |                     |                     |                     |                     |                     |                     |                     |                     |                     |                     |                     |                     |                     |    |  |
|    |    |        |    |        |        |    |    |    |     |          |     |                     |                     |                     |                     |                     |                     |                     |                     |                     |                     |                     |                     |                     |                     |                     |                     |                     |                     |                     |                     |                     |                     |                     |                     |                     |                     |    |  |
| 1ª | 2ª | 3ª     | 4ª | 5ª     | 6ª     | 7ª | 8ª | 9ª | 10ª | 11ª      | 12ª | 13ª                 | 14ª                 | 15ª                 | 16ª                 | 17ª                 | 18ª                 | 19ª                 | 20ª                 | 21ª                 | 22ª                 | 23ª                 | 24ª                 | 25ª                 | 26ª                 | 27ª                 | 28ª                 | 29ª                 | 30ª                 | 31ª                 | 32ª                 | 33ª                 | 34ª                 | 35ª                 | 36ª                 | 37ª                 | 38ª                 |    |  |

#### Primati stagionali
Squadre
- Maggior numero di vittorie: Paris Saint-Germain (24)
- Minor numero di sconfitte: Paris Saint-Germain (3)
- Migliore attacco: Olympique Marsiglia (56)
- Miglior difesa: Paris Saint-Germain (22)
- Miglior differenza reti: Paris Saint-Germain (+32)
- Maggior numero di pareggi: Martigues (17)
- Minor numero di pareggi: Caen (7)
- Maggior numero di sconfitte: Angers (21)
- Minor numero di vittorie: Tolosa, Angers (4)
- Peggior attacco: Tolosa (26)
- Peggior difesa: Angers (63)
- Peggior differenza reti: Tolosa (-34)

### Individuali

#### Classifica marcatori
| Gol | Rigori |  | Giocatore           | Squadra             |
| --- | ------ |  | ------------------- | ------------------- |
| 20  | 2      |  | Roger Boli          | Lens                |
| 20  | 5      |  | Youri Djorkaeff     | Monaco              |
| 20  | 4      |  | Nicolas Ouédec      | Nantes              |
| 18  | 4      |  | Franck Priou        | Cannes              |
| 16  | 4      |  | Sonny Anderson      | Olympique Marsiglia |
| 14  | 1      |  | Alain Caveglia      | Sochaux             |
| 13  |        |  | David Ginola        | Paris Saint-Germain |
| 13  | 1      |  | Didier Tholot       | Martigues           |
| 13  | 4      |  | David Zitelli       | Metz                |
| 12  |        |  | Christophe Cocard   | Auxerre             |
| 12  | 2      |  | Christophe Lagrange | Angers              |
| 12  |        |  | Henk Vos            | Sochaux             |
| 12  | 5      |  | Roland Wohlfarth    | Saint-Étienne       |

## Percorso dei club nelle coppe europee
| Club                | Competizione          | Risultato        | Ultimo avversario          |
| ------------------- | --------------------- | ---------------- | -------------------------- |
| Monaco              | Uefa Champions League | Semifinali       | Milan (0-3)                |
| Paris Saint-Germain | Coppa delle Coppe     | Semifinali       | Arsenal (1-1; 0-1)         |
| Bordeaux            | Coppa UEFA            | Ottavi di finale | Karksruhe (1-0; 0-3)       |
| Auxerre             | Coppa UEFA            | Primo turno      | Tenerife (2-2; 0-1)        |
| Nantes              | Coppa UEFA            | Primo turno      | Valencia (1-1; 1-3 d.t.s.) |